# Lukáš Ďuriška
Lukáš Ďuriška (* 16. srpna 1992, Trenčín, Československo) je slovenský fotbalový záložník, od léta 2016 hráč polského klubu Raków Częstochowa. Mimo Slovensko působil na klubové úrovni v Nizozemsku, na Maltě a v České republice, od roku 2016 je v Polsku.

## Klubová kariéra
Svou fotbalovou kariéru začal v OŠK Soblahov (Obecný športový klub Soblahov), odkud přestoupil do FK AS Trenčín, kde nastupoval v mládežnických týmech a v sezóně 2011/12 debutoval v A-mužstvu. 

Před jarní částí sezony 2011/12 zamířil z Trenčína společně se spoluhráči Karolem Mondkem a Róbertem Mazáňem na hostování do nizozemského druholigového celku AGOVV Apeldoorn, oba kluby tehdy navázaly vzájemnou spolupráci. Šlo o hráčovo první zahraniční angažmá.

V srpnu 2013 odešel z Trenčína do maltského klubu Mosta FC na půlroční hostování. Za Mostu nastoupil ve 13 zápasech a vstřelil 1 gól. V únoru 2014 se vrátil do Trenčína.
V létě 2014 přestoupil z Trenčína do českého druholigového klubu MFK Frýdek-Místek. V MFK odehrál dvě sezóny, během nichž nastřádal celkem 33 ligových zápasů.

V červenci 2016 zamířil z Frýdku-Místku do polského třetiligového klubu Raków Częstochowa. V sezóně 2016/17 přispěl k postupu Rakówa do druhé nejvyšší polské ligy.